# Neobradyidae
Neobradyidae é uma família de crustáceos da ordem Harpacticoida.